# Théâtre antique de Mandeure
Le théâtre gallo-romain de Mandeure se situe dans le pays de Montbéliard (département du Doubs, France). Il date du Ier siècle, et est donc contemporain du Colisée à Rome. Il a été découvert en 1819, fouillé en 1820 puis à partir de 1946. Il est protégé au titre des monuments historiques. Il est le plus grand théâtre gallo-romain de Gaule connu.

## Histoire

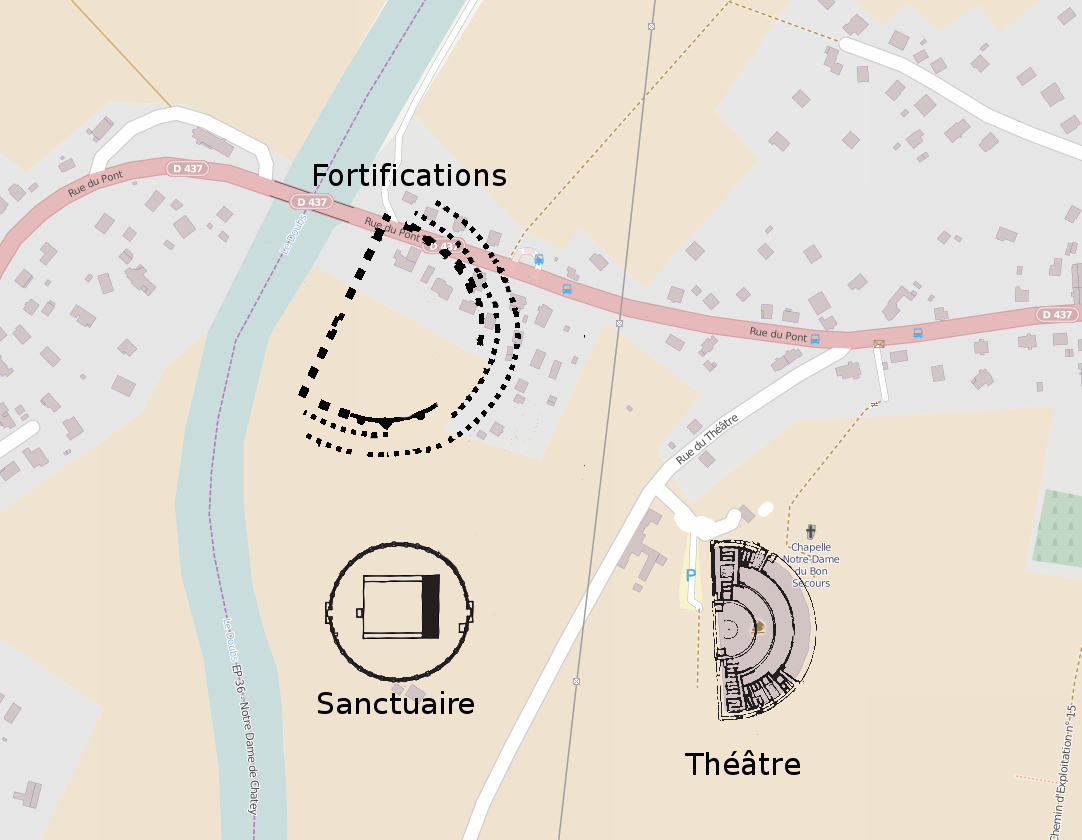
Disposition du théâtre par rapport aux autres éléments monumentaux.

Le théâtre fut érigé au Ier siècle dans la cité antique d'Epomanduodurum (future ville de Mandeure). Il faisait partie d'un grand ensemble cultuel dit du clos du château qui s'étalait sur plus de dix hectares et faisait face à un imposant sanctuaire. L'arrêt de l'utilisation du théâtre se fait à une date inconnue, mais à partir du IVe siècle, les matériaux du théâtre sont réutilisés pour d'autres constructions, en particulier les fortifications du bas-empire. Le site est identifié comme site archéologique par Schickhardt dès le XVIIe siècle. Mais les fouilles ne commencent vraiment qu'au XIXe siècle et sont interrompues, faute de crédits, entre la fin du XIXe et le début du XXe siècle.
La construction du théâtre semble s'être déroulée en trois phases et l'une des hypothèses est que le théâtre ait succédé à une arène, ce qui ne serait pas un cas unique. Il était une des constructions majeures de la cité et a joué un rôle prépondérant dans l'organisation de celle-ci (d'autres bâtiments beaucoup plus modestes sont alignés sur le théâtre).
Le site sur lequel est situé le théâtre est un site classé depuis le 23 mai 1912 (zone elle-même intégrée en 1972 à un site inscrit de 50 hectares) et le théâtre fait l’objet d’un classement au titre des monuments historiques depuis le 12 mars 1964.

## Architecture
Avec ses 150 m de diamètre et une capacité de 15 000 à 18 000 places, il est le plus grand théâtre gallo-romain connu sur le territoire français devant celui d’Autun (148 m). Adossé à une colline, il est pour partie construit sur le rocher et pour partie construit sur substructions maçonnées. 
Longtemps on a cru que ce théâtre n'était pas pourvu de mur de scène, mais les fouilles récentes ont mis en évidence l'existence d'une fermeture continue sur toute sa façade diamétrale. Cette façade, d'une hauteur de 30 mètres, était composée d'arcades en grand appareil dans un style typique de l'empire romain. Elle était divisée en trois parties : les parties nord et sud étaient symétriques et comprenaient chacune neuf arcades, tandis que la partie centrale ne semblait pas ajourée et était d'une hauteur moindre que les ailes nord et sud. Cette disposition en fait un théâtre romain dit « classique ».
Les gradins, répartis sur quatre étages (maenianum), s'appuyaient en partie sur la colline et recouvraient un dédale d'escaliers et de couloirs, ainsi que des équipements techniques tels que des loges et des espaces de stockage des décors. La scène était composée d'un Orchestra semi-circulaire et d'un Pulpitum rectangulaire accolé à la façade diamétrale. L'Orchestra est de dimension réduite par rapport à l'ensemble des gradins et était couvert d'un dallage calcaire. Le théâtre était relié à un bâtiment à la fonction inconnue par le biais d'une galerie de plus de cinquante mètres de long sur cinq de large où la présence de fragments de colonnes ainsi que les objets issus d'offrandes donnent un caractère monumental à l'ensemble.
La décoration s'étalait sur 360 mètres de façades linéaires répartis sur trois niveaux et était composée d'éléments simples, communs à d'autres constructions contemporaines : colonnes, ordre corinthien, pilastres, entablement à moulure lisse, corniches modillonaires.

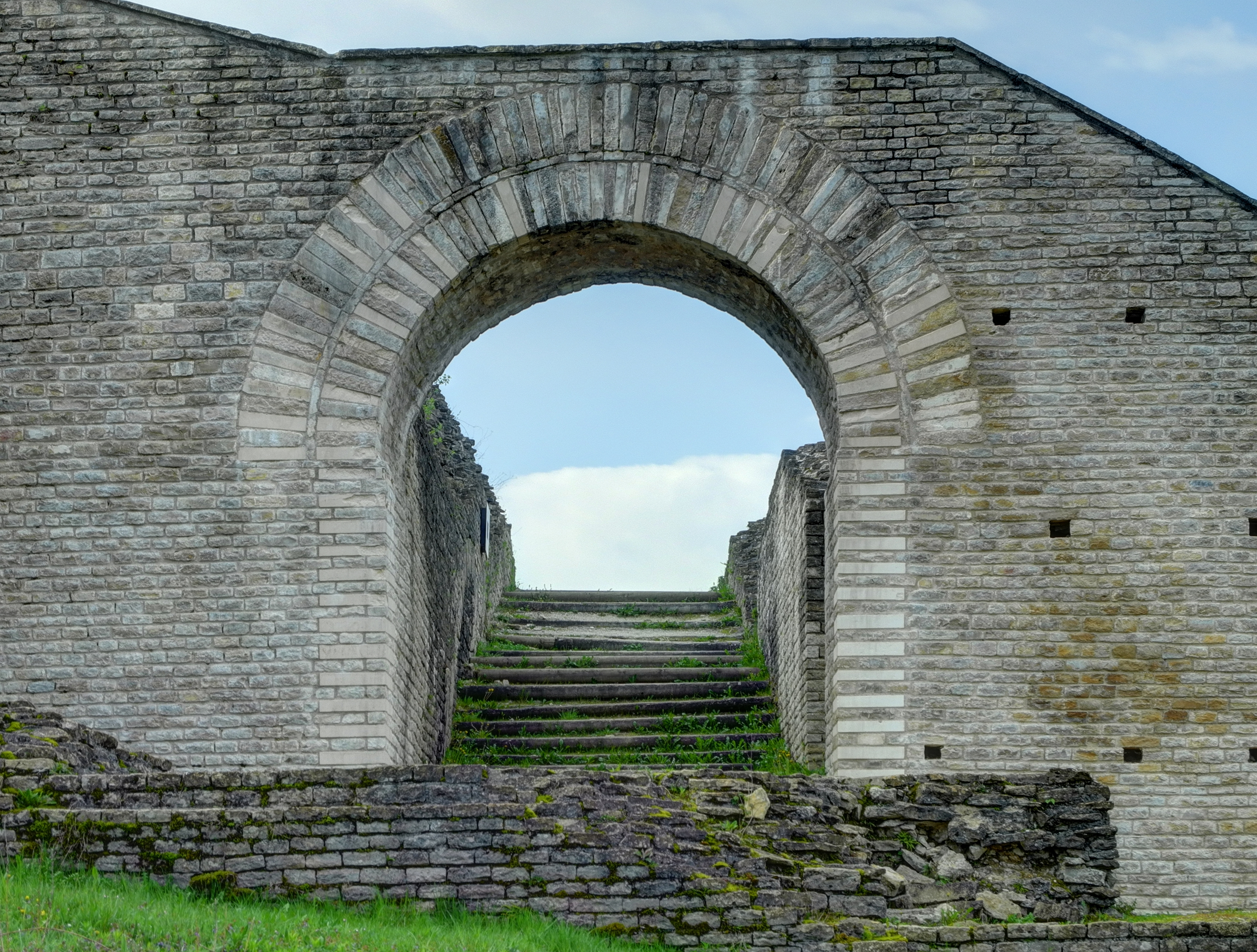
La porte nord du théâtre restaurée.
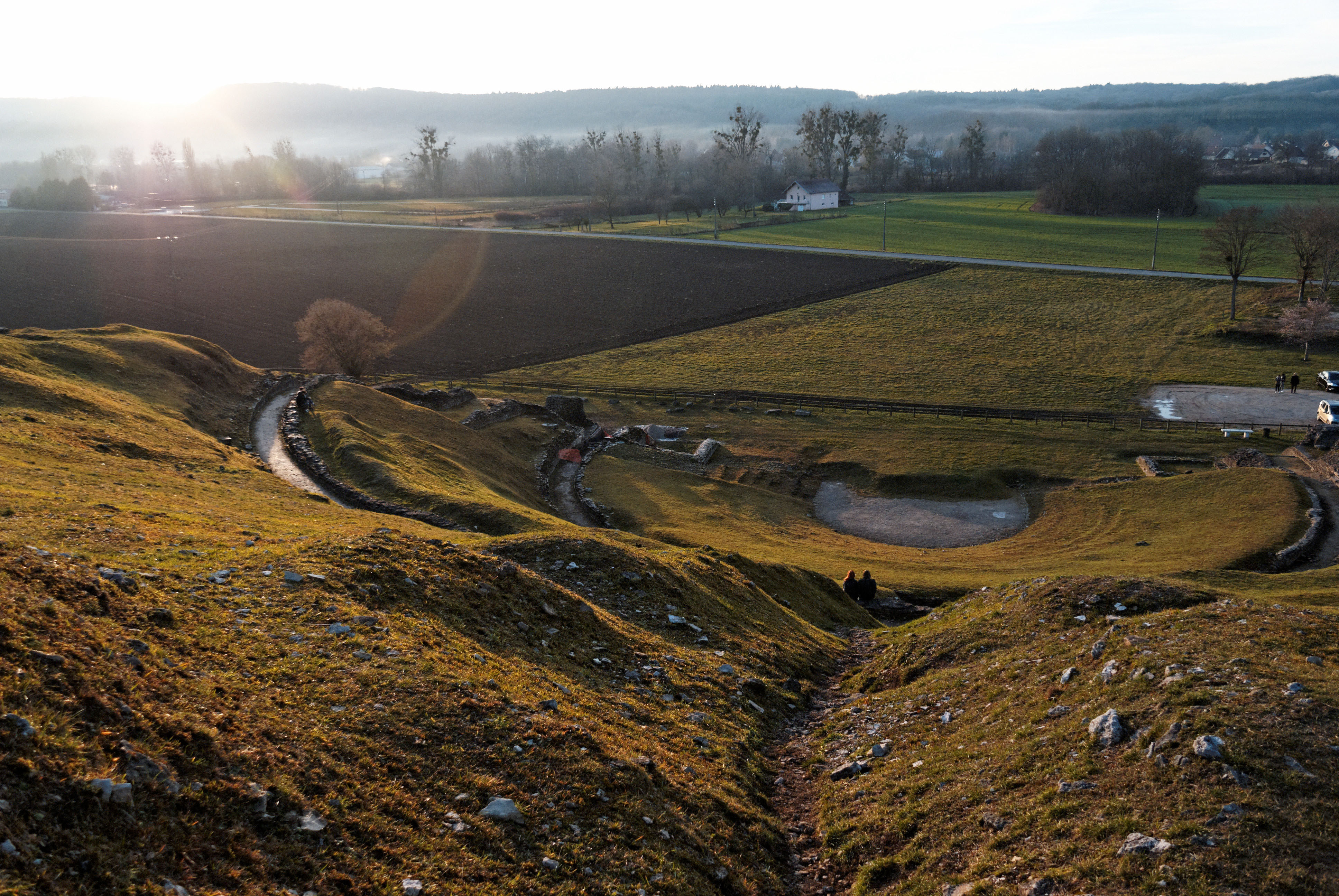
Vue des gradins depuis le sommet.
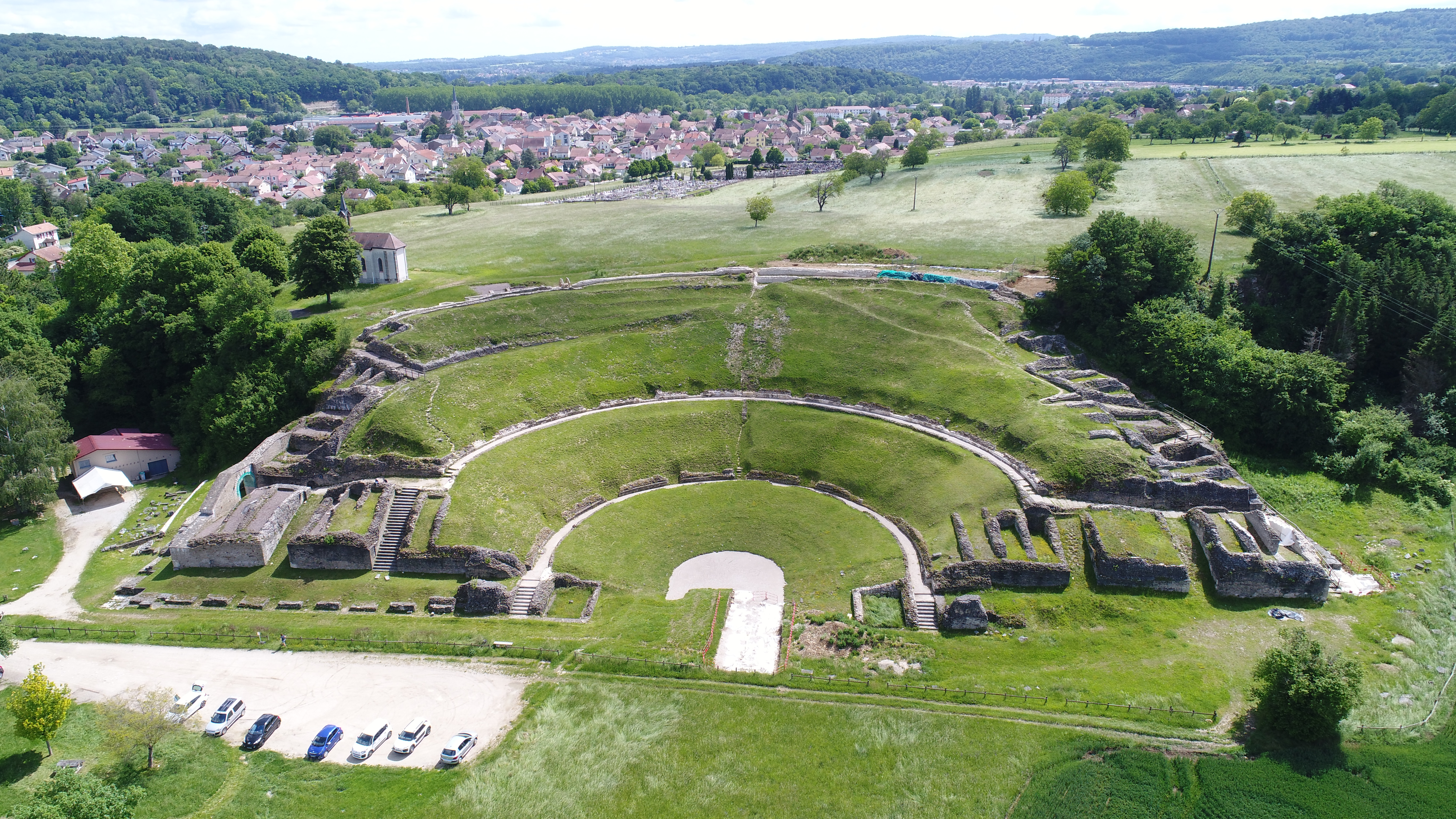
Vue général aérienne avec la ville de Mandeure en arrière.

## Aujourd'hui
Il est de plus dans un remarquable état de conservation. Pour le moment, il est possible de se rendre sur place et de le visiter, mais l'accompagnement pédagogique fait encore défaut. Un pavillon archéologique d’accueil et d’exposition comportant une galerie de circulation et d’exposition est en projet. Un petit jardin pédagogique sera également aménagé.